# Esfanjeh
Esfanjeh (persiska: اِسفَنجَك, اسفنجه) är en ort i Iran.   Den ligger i provinsen Markazi, i den centrala delen av landet, 260 km sydväst om huvudstaden Teheran. Esfanjeh ligger 1 813 meter över havet och antalet invånare är 208.
Terrängen runt Esfanjeh är en högslätt.Runt Esfanjeh är det ganska tätbefolkat, med 67 invånare per kvadratkilometer. Närmaste större samhälle är Khomeyn, 3,6 km sydost om Esfanjeh. Trakten runt Esfanjeh består i huvudsak av gräsmarker.